# Torneo olímpico juvenil de fútbol masculino Singapur 2010
El torneo de fútbol masculino fue una disciplina deportiva en los I Juegos Olímpicos de la Juventud Singapur 2010, se llevó a cabo entre el 13 y 25 de agosto.

## Sede
El estadio Jalan Besar (Singapur) fue la sede del torneo masculino de fútbol. El estadio fue inaugurado en 1932, y actualmente tiene una capacidad para 6 000 espectadores. Desde el 2008 cuenta con superficie artificial.

## Reglas
Estas serán las reglas de cómo se jugarán los partidos:
- Cada partido constará de 80 minutos, divididos en dos períodos de tiempo de 40 minutos cada uno y separados por un descanso de 15 minutos.

- Cuando la competición alcance la fase de eliminatorias, los partidos que terminen en empate tras los 80 minutos reglamentados irán directamente a la tanda de penales, donde se decidirá el equipo ganador.

La primera fase consta de que los 6 equipos participantes, se dividen en 2 grupos de 3 integrantes cada uno. Dentro de cada grupo se enfrentarán en un sistema todos contra todos a rueda simple de partido donde clasificarán los equipos que ocupen la 1ª y 2ª posición. La segunda ronda consta de semifinales y final. Se utilizará el sistema de eliminación directa donde se enfrentarán los cuatro clasificados, acomodados de la siguiente manera:
- 1° del Grupo A vs 2° del grupo B
- 1° del Grupo B vs 2° del grupo A

Los dos equipos vencedores pasarán a una final, donde se definirá al campeón, mientras que los dos perdedores de las semifinales, jugarán un encuentro entre sí para definir el 3° puesto. Las medallas se entregarán así: El campeón recibirá la medalla de oro, el subcampeón la medalla de plata, y el que logre el tercer lugar la de bronce. 
En la fase de grupos (primera fase), si hay empate de puntos entre dos o los tres equipos, teniendo en cuenta que cada grupo tiene 3 integrantes, se definirán las posiciones según la diferencia de gol, si persiste el empate, se definirá por goles anotados, en caso de aún seguir el empate, se realizará un sorteo que definirá al (los) clasificado (s).

## Equipos participantes
En el evento deportivo participaron seis equipos, el anfitrión y un representante por cada confederación de fútbol, para este torneo se determinó que los representantes fueran de la selección sub-15 de cada país.
| Grupo A | Grupo B    |
| ------- | ---------- |
| Bolivia | Montenegro |
| Haití   | Singapur   |
| Vanuatu | Zimbabue   |

## Resultados

### Primera fase

#### Grupo A
| Equipo  | PJ | PG | PE | PP | GF | GC | Dif | Pts |
| ------- | -- | -- | -- | -- | -- | -- | --- | --- |
| Bolivia | 2  | 2  | 0  | 0  | 11 | 0  | +11 | 6   |
| Haití   | 2  | 1  | 0  | 1  | 2  | 10 | –8  | 3   |
| Vanuatu | 2  | 0  | 0  | 2  | 1  | 4  | –3  | 0   |

| 13 de agosto de 2010 | Vanuatu | 0:2 (0:1) | Bolivia                       | Estadio Jalan Besar, Singapur                                  |                                                                |
|                      |         | Reporte   | 19' (pen.) Anez · 42' Banegas | Asistencia: 2479 espectadores Árbitro(s): Istvan Vad (Hungría) | Asistencia: 2479 espectadores Árbitro(s): Istvan Vad (Hungría) |

| 16 de agosto de 2010 | Bolivia                                                                                   | 9:0 (3:0) | Haití | Estadio Jalan Besar, Singapur                                        |                                                                      |
|                      | Arano 23' · Mejido 37' 43' 68' 80+1' · Vaca 40+2' · Gutrhie 42' · Manzur 49' · Alpire 70' | Reporte   |       | Asistencia: 1275 espectadores Árbitro(s): Norbert Hauata (Tailandia) | Asistencia: 1275 espectadores Árbitro(s): Norbert Hauata (Tailandia) |

| 19 de agosto de 2010 | Haití                     | 2:1 (0:0) | Vanuatu | Estadio Jalan Besar, Singapur                                         |                                                                       |
|                      | Gedeon 67' · Bonhomme 70' | Reporte   | 48' Ham | Asistencia: 5850 espectadores Árbitro(s): Rainhold Shikongo (Namibia) | Asistencia: 5850 espectadores Árbitro(s): Rainhold Shikongo (Namibia) |

#### Grupo B
| Equipo     | PJ | PG | PE | PP | GF | GC | Dif | Pts |
| ---------- | -- | -- | -- | -- | -- | -- | --- | --- |
| Singapur   | 2  | 2  | 0  | 0  | 6  | 3  | +3  | 6   |
| Montenegro | 2  | 1  | 0  | 1  | 4  | 4  | 0   | 3   |
| Zimbabue   | 2  | 0  | 0  | 2  | 2  | 5  | –3  | 0   |

| 13 de agosto de 2010 | Singapur                    | 3:1 (3:0) | Zimbabue           | Estadio Jalan Besar, Singapur                                      |                                                                    |
|                      | Mazlan 1' · Suhaimi 11' 30' | Reporte   | 64' (pen.) Kusemwa | Asistencia: 4800 espectadores Árbitro(s): Walter López (Guatemala) | Asistencia: 4800 espectadores Árbitro(s): Walter López (Guatemala) |

| 16 de agosto de 2010 | Zimbabue         | 1:2 (0:1) | Montenegro                 | Estadio Jalan Besar, Singapur                                      |                                                                    |
|                      | Chavingira 80+1' | Reporte   | 28' Grbovic · 44' Boljevic | Asistencia: 1215 espectadores Árbitro(s): Banjar Al-Dosari (Catar) | Asistencia: 1215 espectadores Árbitro(s): Banjar Al-Dosari (Catar) |

| 19 de agosto de 2010 | Montenegro            | 2:3 (2:2) | Singapur                             | Estadio Jalan Besar, Singapur                                      |                                                                    |
|                      | Kosovic 9' 23' (pen.) | Reporte   | 3' Suhaimi · 35' Lightfoot · 75' Koh | Asistencia: 5850 espectadores Árbitro(s): Wilmar Roldán (Colombia) | Asistencia: 5850 espectadores Árbitro(s): Wilmar Roldán (Colombia) |

### Segunda fase
Se realizará entre el 22 y 25 de agosto
|  | Semifinales | Semifinales |   |          | Final      | Final |  |
|  |             |             |   |          |            |       |  |
|  |             |             |   |          |            |       |  |
|  |             |             |   |          |            |       |  |
|  | Bolivia     | 3           |   |          |            |       |  |
|  | Montenegro  | 1           |   |          |            |       |  |
|  |             |             |   |          |            |       |  |
|  |             |             |   |          |            |       |  |
|  |             |             |   |          | Bolivia    | 5     |  |
|  |             | Haití       | 0 |          |            |       |  |
|  |             |             |   |          |            |       |  |
|  |             |             |   |          |            |       |  |
|  |             |             |   |          | 3º puesto  |       |  |
|  |             |             |   |          |            |       |  |
|  | Singapur    | 0           |   | Singapur | 4          |       |  |
|  | Haití       | 2           |   |          | Montenegro | 1     |  |

#### Partido por el 5° lugar
| 23 de agosto de 2010 | Vanuatu          | 2:0 (1:0) | Zimbabue | Estadio Jalan Besar, Singapur                                      |                                                                    |
|                      | Kalselik 20' 60' | Reporte   |          | Asistencia: 1615 espectadores Árbitro(s): Walter López (Guatemala) | Asistencia: 1615 espectadores Árbitro(s): Walter López (Guatemala) |

#### Semifinales
| 22 de agosto de 2010 | Bolivia                             | 3:1 (1:1) | Montenegro   | Estadio Jalan Besar, Singapur                                      |                                                                    |
|                      | Sabja 5' · Mejido 56' · Banegas 60' | Reporte   | 26' Boljevic | Asistencia: 3500 espectadores Árbitro(s): Banjar Al-Dosari (Catar) | Asistencia: 3500 espectadores Árbitro(s): Banjar Al-Dosari (Catar) |

| 22 de agosto de 2010 | Singapur | 0:2 (0:1) | Haití                            | Estadio Jalan Besar, Singapur                                  |                                                                |
|                      |          | Reporte   | 38' Bonhomme · 80' (pen.) Gedeon | Asistencia: 6000 espectadores Árbitro(s): Istvan Vad (Hungría) | Asistencia: 6000 espectadores Árbitro(s): Istvan Vad (Hungría) |

#### Tercer lugar
| 25 de agosto de 2010 | Montenegro | 1:4 (1:1) | Singapur                           | Estadio Jalan Besar, Singapur                                        |                                                                      |
|                      | Baosic 14' | Reporte   | 6' 45' Mohd · 57' (pen.) 65'Mazlan | Asistencia: 4380 espectadores Árbitro(s): Norbert Hauata (Tailandia) | Asistencia: 4380 espectadores Árbitro(s): Norbert Hauata (Tailandia) |

#### Final
| 25 de agosto de 2010 | Bolivia                                              | 5:0 (2:0) | Haití | Estadio Jalan Besar, Singapur                                  |                                                                |
|                      | Mejido 5' · Alpire 31' · Arano 53' · Banegas 60' 72' | Reporte   |       | Asistencia: 5230 espectadores Árbitro(s): Istvan Vad (Hungría) | Asistencia: 5230 espectadores Árbitro(s): Istvan Vad (Hungría) |

| Medalla de oro              |
| Bandera de Bolivia          |
| Campeón Bolivia 1.er título |

## Medallero
| Evento           | Oro | Plata | Bronce |
| ---------------- | --- | --- | --- |
| Fútbol masculino | Bolivia (BOL) Pedro Galindo Álvaro Paz Carlos Áñez Macallister Amutary Romero Vaca Noel Rodríguez Jhamil Bejarano Yasser Manzur Jorge Alpire Jorge Sabja Rodrigo Mejido Harry Zegarra Osvaldo Daza Marvin Martínez Cristian Arano Gustavo Torrez Luis Banegas Josue Gutrhiez Entrenador: Douglas Cuenca | Haití (HAI)Jeff Petit Frere Sindy Louissaint LJonathan Momplaisir Whoopy Jean Baptiste Nike Metellus Bertrand Vilgrain Junior Bonheur Sandro Saint Surin Pierre Samedi Sandino Saint Jean Jean Bonhomme Jean Paraison Robert Surpris Daniel Gedeon Ismael Hilaire Wiliam Barthelemy Jeff Alphonse Carlos Gluce Entrenador: Pierre Sonche | Singapur (SIN)Fashah Rosedin Firdaus Mohd Jeffrey Lightfoot Irfan Mohamed Radhi Kasim Ammirul Mazlan Brandon Koh Iskander Khairul Syazwan Mohamed Hanafi Mohd Jonathan Tan Sunny Ng Hazim Hassan Illyas Lee Bryan Neubronner Dhukhilan Jeevamani Muhaimin Suhaimi Hamzah Fazil Entrenador: S Abdul Yahaya |

## Clasificación final
| Equipo | Equipo     | PJ | PG | PE | PP | GF | GC | Dif |
| ------ | ---------- | -- | -- | -- | -- | -- | -- | --- |
| 1      | Bolivia    | 4  | 4  | 0  | 0  | 19 | 1  | +18 |
| 2      | Haití      | 4  | 2  | 0  | 2  | 4  | 15 | –11 |
| 3      | Singapur   | 4  | 3  | 0  | 1  | 10 | 6  | +4  |
| 4      | Montenegro | 4  | 1  | 0  | 3  | 6  | 11 | –5  |
| 5      | Vanuatu    | 3  | 1  | 0  | 2  | 3  | 4  | –1  |
| 6      | Zimbabue   | 3  | 0  | 0  | 3  | 2  | 7  | –5  |

## Goleadores
| Jugador | Jugador          | Goles |
| ------- | ---------------- | ----- |
| 1       | Rodrigo Mejido   | 6     |
| 2       | Luis Banegas     | 4     |
| 3       | Ammirul Mazlan   | 3     |
| 3       | Muhaimin Suhaimi | 3     |